# مايكل أبتر

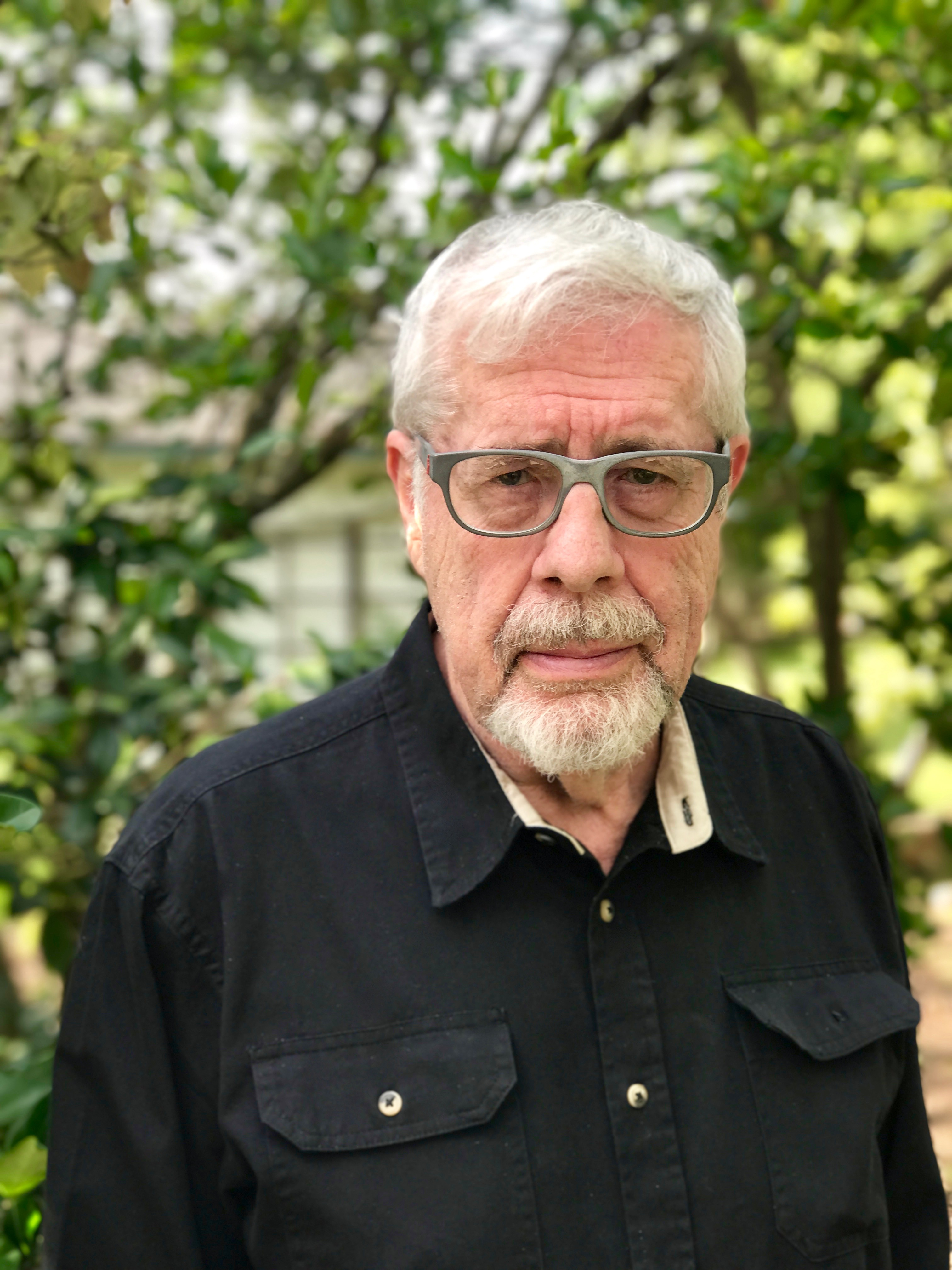
مايكل أبتر

مايكل ج. أبتر (من مواليد 17 يونيو 1939) عالم نفسي بريطاني ولد في إنجلترا ونشأ في بريستول، تلقى تعليمه في كلية كليفتون وجامعة بريستول، حصل على درجة البكالوريوس في العلوم ودكتوراه في علم النفس في عام 1965، بعد أن أمضى أيضًا سنة الدكتوراه في جامعة برينستون. درس لمدة عشرين عامًا في جامعة كارديف في ويلز ثم هاجر إلى أمريكا حيث شغل مناصب مدعوة في جامعة بوردو وجامعة شيكاغو وجامعة ييل وجامعة تولوز وجامعة جورج تاون. كما قام بالتدريس في جامعة نورث وسترن حيث حصل على جائزة التدريس. وقد شغل مناصب زائرة في عدة جامعات وهو طبيب نفساني معتمد وزميل جمعية علم النفس البريطانية.
عمله في البحث العلمي، كان رائدًا في الستينيات في تطوير علم التحكم الآلي وكتب عدة كتب في هذا المجال، أعيد طبع أحدها في عام 2018 باعتباره كلاسيكيًا في الذكاء الاصطناعي.
اشتهر بأنه المنشئ الرئيسي لنظرية الانعكاس - وهي نظرية نفسية عامة عن الدافع والعاطفة والشخصية، والتي كتب عنها على نطاق واسع. أنتجت نظرية الانعكاس ما يقرب من ثلاثين كتابًا، ومئات الأوراق البحثية، وتسعة عشر مؤتمرًا دوليًا، ومجلة التحفيز والعاطفة والشخصية: دراسات نظرية الانعكاس. أدت النظرية أيضًا إلى ظهور تقنيات تدريب جديدة؛ شركات التدريب في أربعة بلدان تستخدم أساليبه تحمل اسم أبتر.